# Mireille Adaré Gassawily
Mireille Adaré Gassawily, née en 1974 à Meiganga et morte le 22 juin 2023 à Yaoundé est une enseignante, entrepreneuse et femme politique camerounaise.

## Biographie

### Enfance et début
Mireille Adaré Gassawily est née en 1974 à Meiganga, département situé dans la région de l’Adamaoua. Elle a trois enfants.

### Carrière
Militante du Rassemblement démocratique du peuple camerounais, elle commence sa carrière de l’engagement associatif à l’engagement politique. Elle débute en politique de la cellule de base pour devenir présidente de la sous-section RDPC à Ngaoundéré. Elle est directrice de l’école publique de Garoua-Boulaï (groupe 1 A), présidente de l’Association des parajuristes de l’arrondissement de Garoua-Boulaï.